# Stenotarsus honestus
Stenotarsus honestus là một loài bọ cánh cứng trong họ Endomychidae. Loài này được Schaufuss miêu tả khoa học năm 1887.